# Simon Simon
Simon Simon (* 31. Januar 1857 in Allschwil; † 27. April 1925 in Bern) war ein Schweizer Topograf.

Simon Simon bei der Arbeit im Gebirge

## Leben

Karte der Oetzthaler- und Stubaier-Gruppe, 1893 erstellt von S. Simon für den Deutschen und Österreichischen Alpenverein

Simon ging in Basel und Neuenburg zur Schule, studierte von 1875 bis 1877 Bauingenieurwesen am Eidgenössischen Polytechnikum und besuchte ohne Abschluss Vorlesungen in Topografie, Geodäsie, Geologie und Militärwissenschaften. Simon nahm von 1884 bis 1891 sechs Blätter des Topographischen Atlas der Schweiz, der Siegfriedkarte, auf. Ab 1885 machte er mit einem Phototheodolit panoramenartige Versuchsaufnahmen. In späteren Jahren arbeitete er als freischaffender Topograf. Von 1893 bis 1899 erstellte er im Tirol topografische Karten für den Deutschen und Österreichischen Alpenverein. Er schuf zudem ein Relief des Jungfraumassivs sowie, zusammen mit Joseph Reichlin, von 1886 bis 1914 ein Grossrelief im Massstab 1:10'000 des Berner Oberlandes.
Simon war zudem Freidenker.